# تاباچنی
تاباچنی (به لاتین: Tabachny) یک منطقهٔ مسکونی در روسیه است که در آدیغیه واقع شده‌است.